# IPhone 16
iPhone 16/16 Plus（アイフォーン シックスティーン/シックスティーン プラス）は、Appleが開発・販売するスマートフォンで、iPhone 15に続く、第18世代目のiPhoneである。

## 概要
2024年9月10日の午前２時にApple Eventにて発表された。
予約注文は2024年9月13日21時（日本時間）から開始。
発売日は2024年9月20日。価格は、iPhone 16が128GBモデルでUSS799$/124,800円から、iPhone 16 Plusが128GBモデルでUSS899$/139,800円から。
iPhone 16/16 Plusは、中国、インド、ブラジルで組み立てられている。

## デザイン

### カラーバリエーション
カラーはブラック、ホワイト、ピンク、ティール、ウルトラマリンの5色が設定されている。
| カラー | カラーネーム   |
| ------ | -------------- |
|        | ブラック       |
|        | ホワイト       |
|        | ピンク         |
|        | ティール       |
|        | ウルトラマリン |

## 仕様

### iPhone 16シリーズからの新機能

#### アクションボタン
iPhone 15 Pro/15 Pro Maxで初採用されたアクションボタンが、iPhone 16と16 Plusにも搭載された。

#### カメラコントロール
iPhone 16シリーズから、素早くカメラのツールへアクセスできるカメラコントロールがサイドボタンの下に搭載された。タッチ、スワイプ、クリックを認識し、ズームレベルを調整したり、レンズを切り替えたりなどを画面をタッチするためにiPhoneを持ち替えずに操作することができる。

### ハードウェア
カメラ
メインカメラはiPhone 15と同じ4800万画素である。また、超広角カメラはオートフォーカス機能が追加され新たにマクロ撮影にも対応した。カメラの配置も縦並びに変更されたことで、空間写真や空間ビデオの撮影が可能になっている。

#### SoC
SoCに、Apple A18を搭載している。Apple Intelligenceを念頭に置いて設計されており、Neural Engineの性能はA17 Proと同じ最大35TOPSとiPhone 15から処理性能が向上している。また、カメラ機能の処理性能や電力効率も向上している。
電池の持続時間
iPhone 16では、ビデオ再生時間が前モデルの　iPhone 15よりも1〜2時間延び、最大22時間となっている。（iPhone 15は最大20時間）。この改善には、バッテリー容量の増加や、SoCの電力効率向上が関係していると考えられる。。
無線充電
同時期に発表された新しいMagSafe充電器を使用すると最大25Wで無線充電することが可能であり、Qi2では15W充電に対応している。
ディスプレイ
最新世代のCeramic Shieldガラスを採用。
iPhone 12シリーズで初採用された初代のCeramic Shieldより50%頑丈になっている。

## 同梱物
- USB-C充電ケーブル
- マニュアル

ロゴステッカーは添付されない。